# Valentine Cuny-Le Callet
Valentine Cuny-Le Callet (1996) è una fumettista e illustratrice francese.

## Biografia
Valentine Cuny-Le Callet si è diplomata nella sezione "immagine stampata" all'École nationale supérieure des arts décoratifs di Parigi. Ha frequentato l' Università Pantheon-Sorbona di Parigi, preparando una tesi di laurea nel settore Arti plastiche e creazioni contemporanee intitolata Testimoniare e resistere nel braccio della morte: costrizioni, censure e fai da te. È particolarmente interessata alla pratica delle arti visive da parte dei prigionieri condannati a morte negli Stati Uniti.

## Carriera
Nel 2018, Valentine Cuny-Le Callet ha realizzato le illustrazioni per il volume Le monde antique de Harry Potter focalizzato sui riferimenti alla cultura dell'antica Grecia e della civiltà romana presenti nella saga letteraria della scrittrice britannica J. K. Rowling.
All'indomani degli attentati di Parigi del novembre 2015, con il riaccendersi del dibattito politico sulla reintroduzione della pena di morte in Francia, Valentine si avvicina all'organizzazione non governativa Action des chrétiens pour l'abolition de la torture che la mette in contatto epistolare con il condannato a morte Renaldo McGirth, all'epoca ventottenne, detenuto nel braccio della morte di un carcere della Florida. Da questa esperienza nasce un'amicizia che verrà raccontata nel libro Le Monde dans 5m² (2020), i cui temi saranno ripresi ed ampliati nel successivo volume Perpendicolare al sole (2023). Il progetto, al quale ha attivamente collaborato Renaldo, bravo disegnatore, è stato fortemente ostacolato dall'amministrazione penitenziaria statunitense che ha più volte restituito al mittente i disegni che Valentine inviava a Renaldo perché li visionasse, accampando motivi di pericolosità per la sicurezza del carcere. All'inizio la comunicazione era esclusivamente epistolare, fino a quando Valentine, avendo vinto una borsa di studio per gli Stati Uniti, ha avuto la possibilità di incontrare Renaldo in carcere e da quegli incontri è nata l'idea per il romanzo grafico. Nonostante il lavoro sia frutto della collaborazione dell'autrice con Ranaldo McGirth, il nome di quest'ultimo non può apparire nei crediti o in copertina dell'opera, poiché le leggi statunitensi e francesi vietano a un condannato di guadagnare denaro grazie al racconto del reato commesso.

## Opere
- (FR) Blandine Le Callet, Le monde antique de Harry Potter, illustrazioni di Valentine Cuny-Le Callet, Parigi, Éditions Stock, 2018, ISBN 9782234086364.
- (FR) Le Monde dans 5m², Parigi, Éditions Stock, 2020, ISBN 9782234088443.
- (FR) Perpendiculaire au soleil, Delcourt, 2022, ISBN 9782413044932.
  -  Perpendicolare al sole, traduzione di Emanuelle Caillat, Roma, Coconino Press - Fandango, 2023, ISBN 9788876186523.

## Premi e riconoscimenti
Il romanzo grafico Perpendicolare al sole nel 2023 ha vinto il Grand Prix Artémisia, il Premio Bande dessinée FNAC France Inter, e il premio Livre du réel per la sezione fumetti; nel 2022 l'opera ha vinto il Premio della giuria e il riconoscimento come migliore Opera prima al Premio BDGest'Arts.. Nel 2024 si è aggiudicata il Premio Romics come miglior fumetto europeo.